# Degurić
Degurić (en serbe cyrillique : Дегурић) est un village de Serbie situé sur le territoire de la Ville de Valjevo, district de Kolubara. Au recensement de 2011, il comptait 393 habitants.

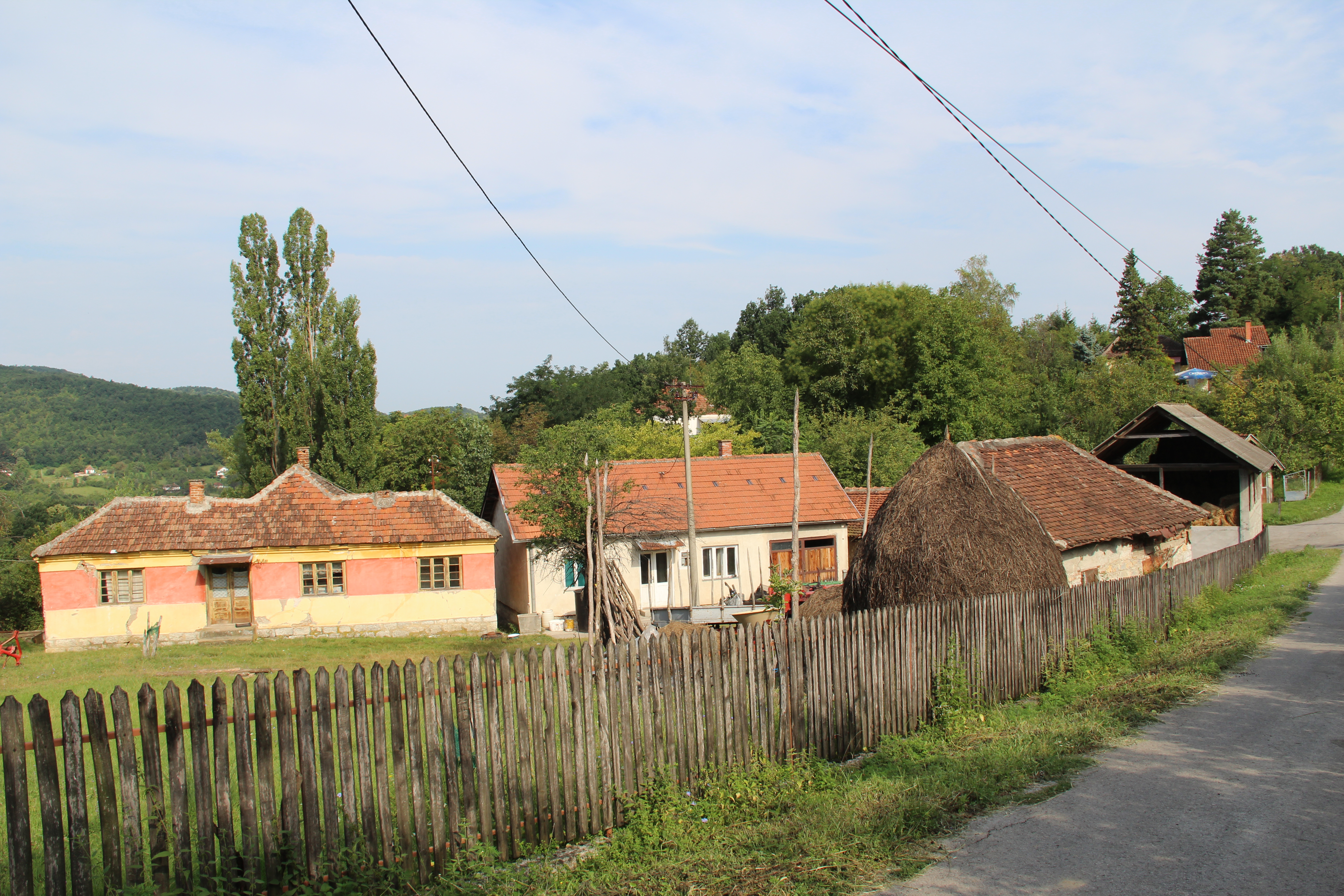
Degurić - panorama
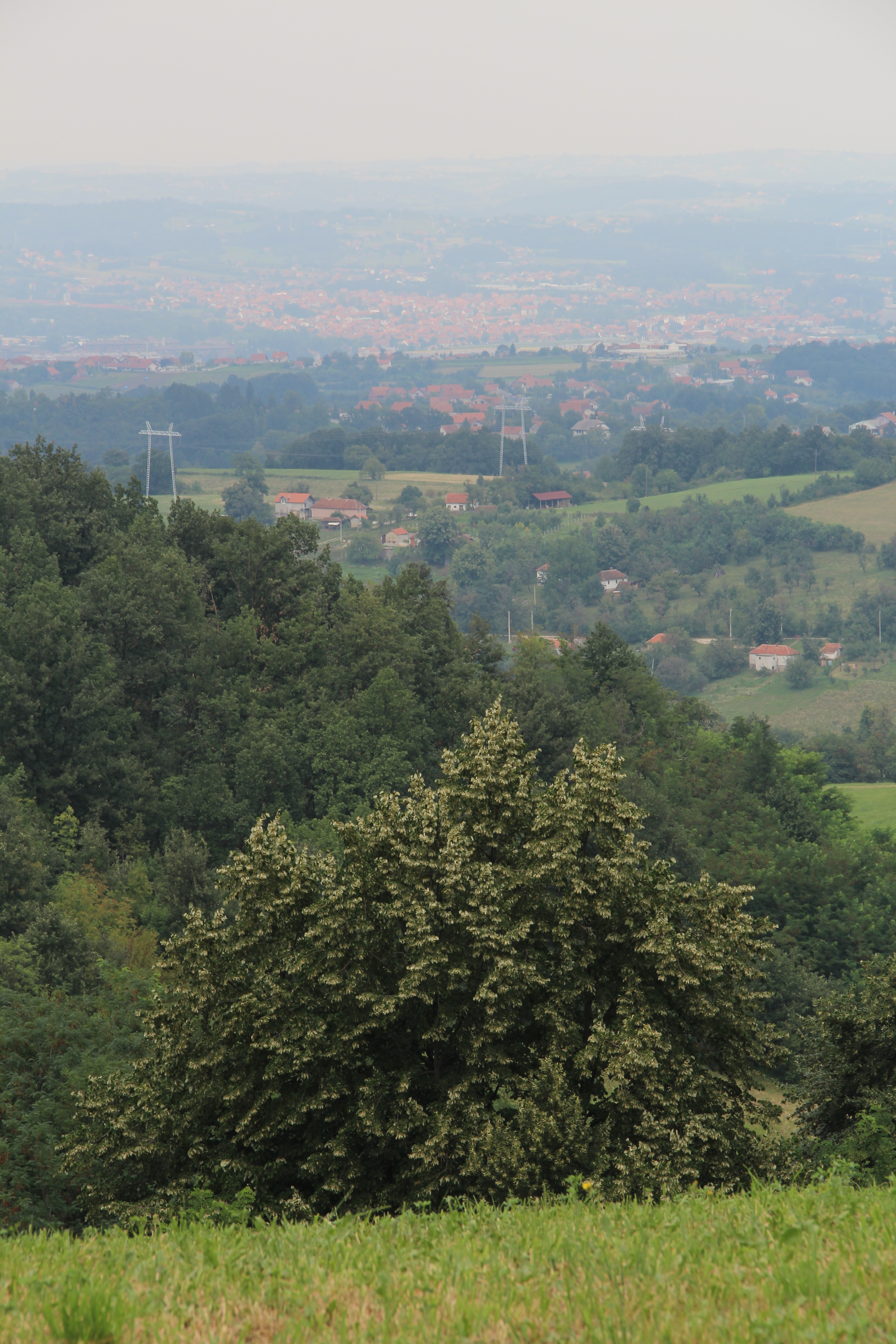
Degurić - panorama
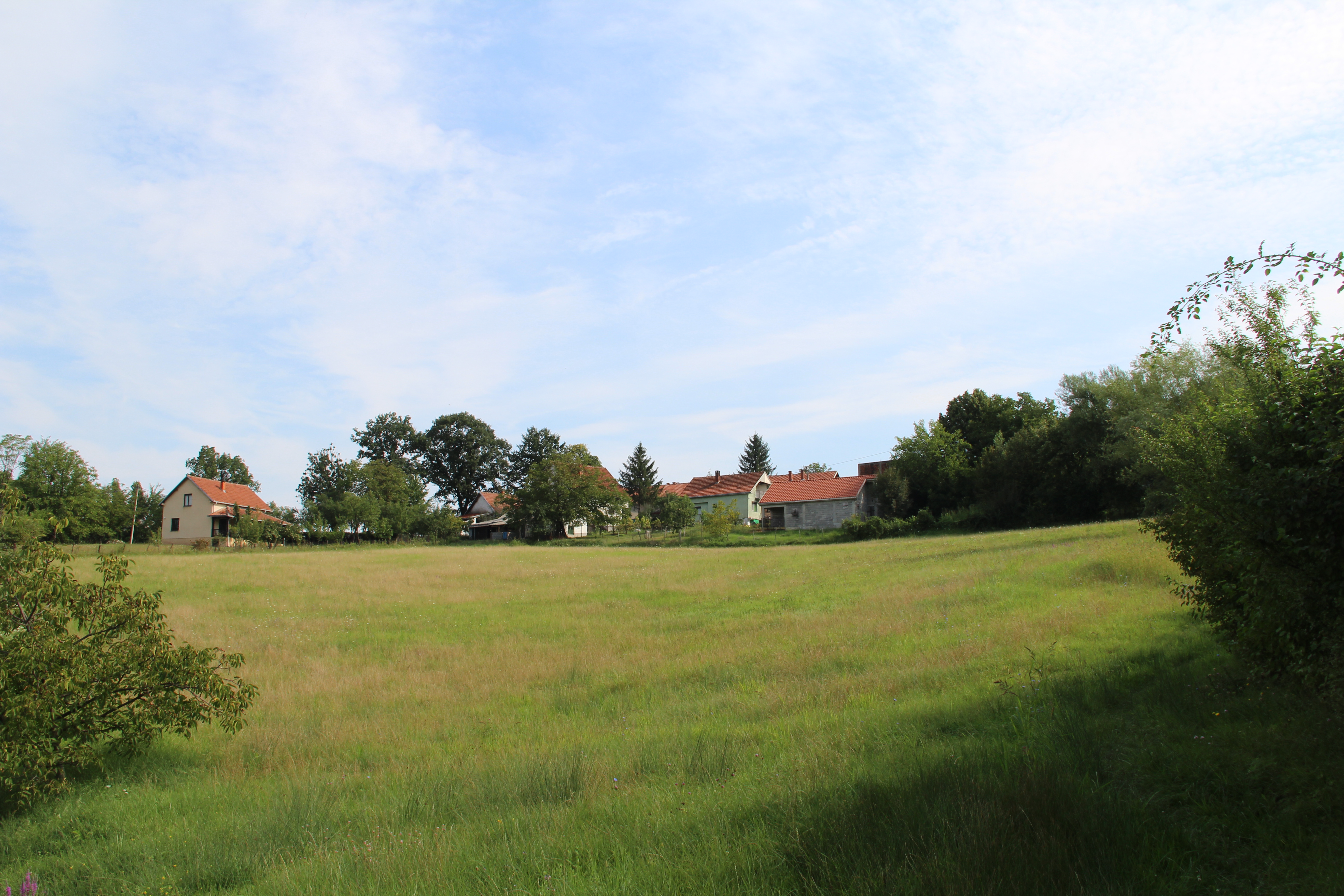
Degurić - panorama
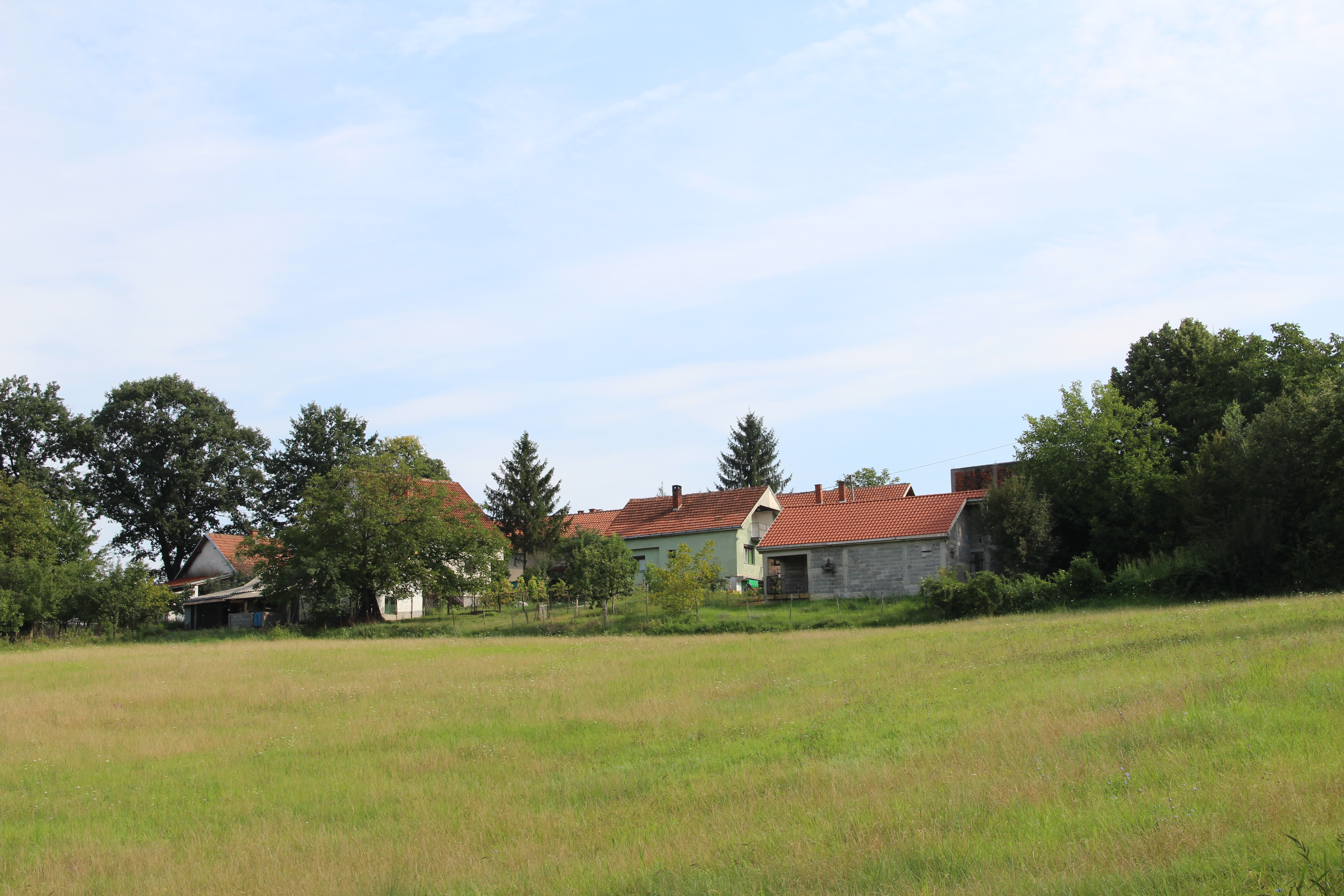
Degurić - panorama
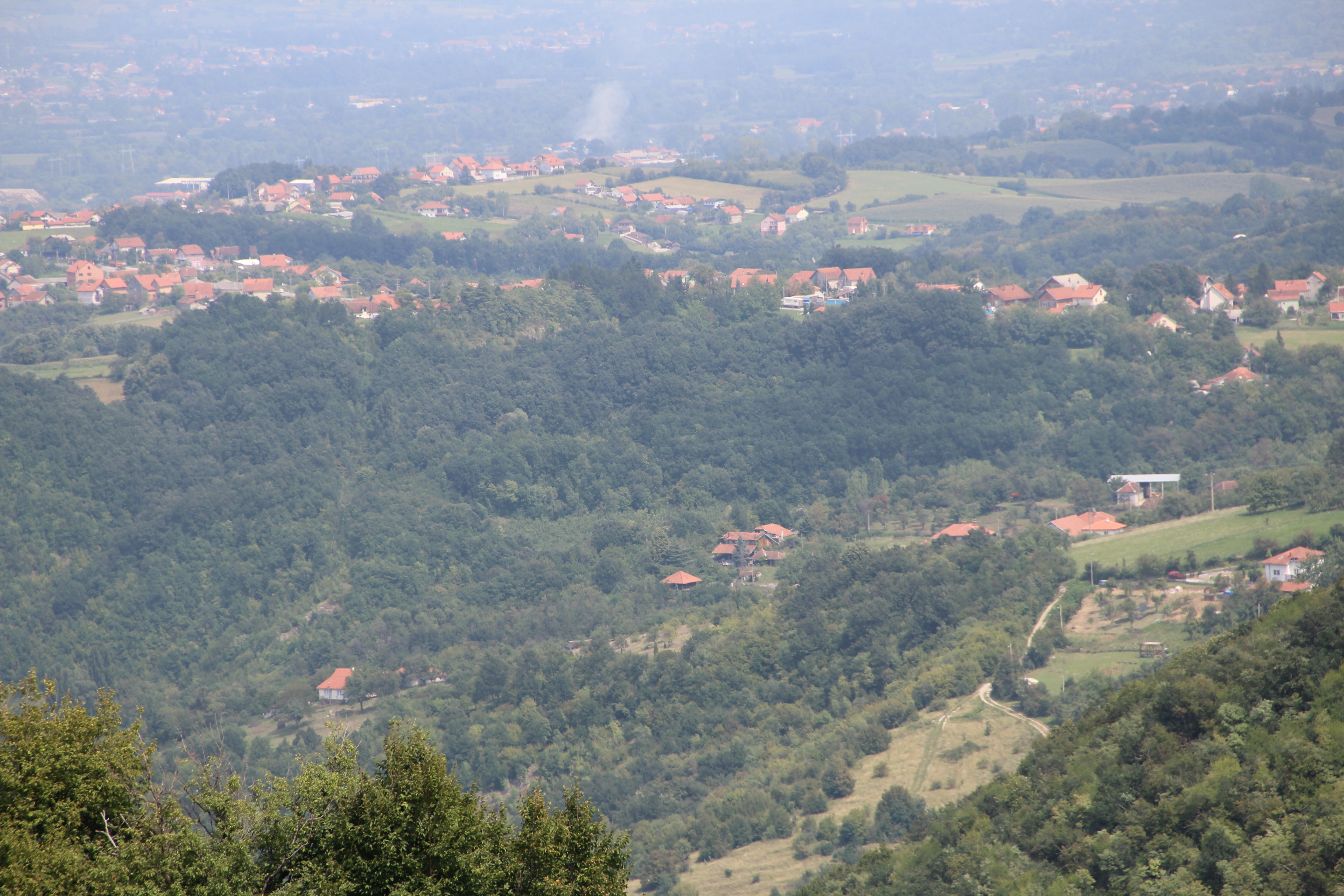
Degurić - panorama
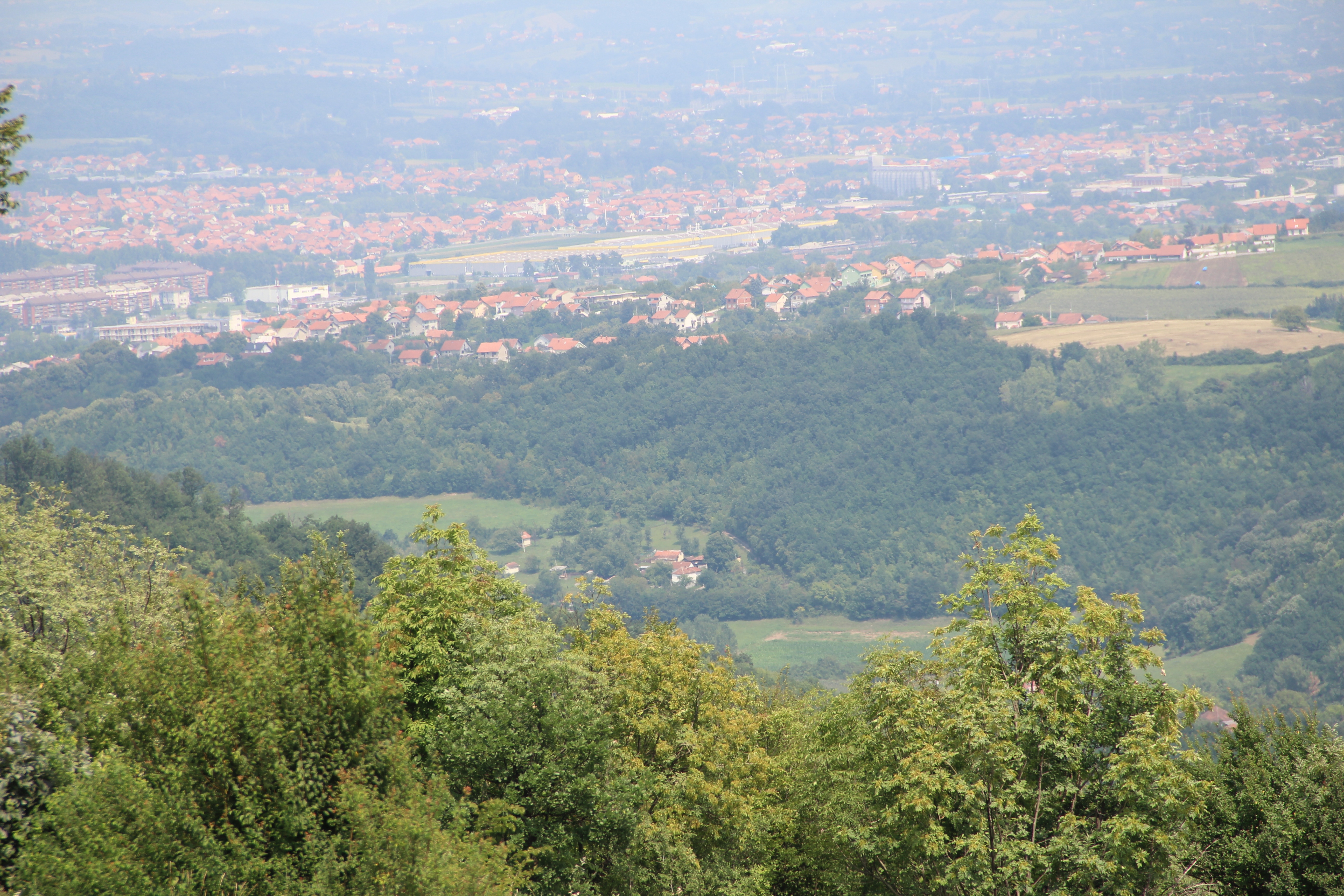
Degurić - panorama

## Démographie
| 1948 | 1953 | 1961 | 1971 | 1981 | 1991 | 2002 | 2011 |
| ---- | ---- | ---- | ---- | ---- | ---- | ---- | ---- |
| 334  | 351  | 328  | 306  | 344  | 386  | 383  | 393  |

|  |